# RossoNoemi
RossoNoemi es el segundo álbum de Noemi.

## Canciones
| RossoNoemi    |                                                                    |                      |                                       |                                    |          |  |
| N.º           | Título                                                             | Letras               | Música                                | Escritor(es)                       | Duración |  |
| 1.            | «Up!»                                                              | Noemi y Kaballà      | Noemi, Lele Fontana y Corrado Rustici |                                    | 4:07     |  |
| 2.            | «Fortunatamente»                                                   |                      |                                       | Noemi y Luca Chiaravalli           | 4:10     |  |
| 3.            | «Vuoto a perdere»                                                  | Vasco Rossi          | Gaetano Curreri                       |                                    | 4:03     |  |
| 4.            | «Sospesa»                                                          |                      |                                       | Noemi                              | 4:27     |  |
| 5.            | «Dipendenza física»                                                | Kaballà              | Corrado Rustici                       |                                    | 3:50     |  |
| 6.            | «Odio tutti i cantanti»                                            |                      |                                       | Diego Mancino y Matteo Buzzanca    | 4:35     |  |
| 7.            | «Poi inventi il modo»                                              |                      |                                       | Federico Zampaglione (Tiromancino) | 3:28     |  |
| 8.            | «Musa»                                                             | Diego Mancino, Noemi | Diego Mancino                         |                                    | 4:15     |  |
| 9.            | «Le luci dell'alba»                                                | Noemi, Pacífico      | Lele Fontana                          |                                    | 4:05     |  |
| 10.           | «Altrove» (Bonus track: sólo los que descargar el álbum de iTunes) |                      |                                       | Morgan                             | 4:34     |  |
| 41 min : 34 s |                                                                    |                      |                                       |                                    |          |  |

## Clasificación
| Clasificación (2009)       | Posición más alta |
| -------------------------- | ----------------- |
| Italian FIMI Singles Chart | 6                 |
| itunes                     | 1                 |
| Musica & Dischi            | 1                 |
| Dada                       | 1                 |

### ClasificaciónFIMI
| Posición | 6  | 11 | 13 | 12 | 17 | 19 | 28 | 31 | 31 | 53 | 72 | 56 | 55 | 41 | 61 | 43 | 39 | 45 | 48 | 50 |
| Semana   | 21 | 22 | 23 | 24 | 25 | 26 | 27 | 28 | 29 | 30 | 31 | 32 | 33 | 34 | 35 | 36 | 37 | 38 | 39 | 40 |
| Posición | 57 | 38 | 50 | 69 | -  | -  | -  | 80 | 83 | -  | 71 | -  | 68 | -  |    |    |    |    |    |    |

## Certificación
| Ventas discográficas | Plata | Oro | Platino | Diamante |
| -------------------- | ----- | --- | ------- | -------- |
| 120.000 +            | 8     | 4   | 2       | /        |